# Flower City Union
Flower City Union é um time americano profissional de futebol da cidade de Rochester, Nova Iorque. Eles mandam os seus jogos no Marina Auto Stadium e o clube foi fundado em 2020. O time joga na NISA, 3ª divisão do futebol americano.

## História
Em 2017, o time veterano da cidade de Rochester, o Rochester New York FC, anunciou que eles iriam entre em um hiato na temporada de 2018. A saída do time deixou Rochester sem um time profissional de futebol pela primeira vez desde 1995. Em 2020, o grupo proprietário liderado por David Weaver, o CEO e fundador do Aphex BioCleanse Systems Inc., submeteu uma aplicação para a NISA. Em dezembro de 2020, a NISA aprovou a aplicação de expansão do grupo, e logo depois o time foi nomeado Flower City Union, como referência ao apelido da cidade de Rochester, "Flower City". O clube começou a jogar em 2022.